# Cuerdley
Cuerdley est une paroisse civile du Cheshire, en Angleterre.